# Державин, Константин Николаевич
Константи́н Никола́евич Держа́вин (5 [18] февраля 1903, Батуми — 2 ноября 1956, Ленинград) — русский литературовед, переводчик и сценарист, литературный и театральный критик. Сын Н. С. Державина. Муж балерины Н. А. Анисимовой. Член Союза писателей (с 1939).

## Биография
В 1919 году окончил 6-ю гимназию, в 1919—1921 служил секретарём театрального отдела Наркомпроса. Окончил отделение языка и литературы факультета общественных наук Ленинградского университета (по специальности романо-германская филология) в 1924 году. Одновременно окончил Курсы мастерства сценических постановок под руководством Мейерхольда и получил диплом режиссёра. В 1926 окончил аспирантуру при ИСИЛиЯЗиВ, в 1930—1932 учился в аспирантуре АН СССР. Был уполномоченным Всесоюзного общества культурной связи с заграницей (ВОКС) по Ленинграду (1926—1930). В 1931—1933 работал в ГИИИ, преподавал в ленинградских вузах, с 1933 заведовал литературной частью Ленинградского академического театра драмы. С 1936 — помощник начальника Управления по делам искусств при Ленгорисполкоме.
С 1940 года работал в секторе западно-европейских литератур Пушкинского дома, по совместительству — и. о. профессора ЛГУ. Во время войны в эвакуации, зав. кафедрой всеобщей литературы Молотовского пединститута. Когда в 1950 году из-за борьбы с космополитизмом сектор западно-европейских литератур был упразднён, был вынужден расстаться с семьёй и переехать в Москву для работы в Институте славяноведения. В 1955 году получил звание старшего научного сотрудника и приступил к работе в незадолго до этого созданном секторе взаимодействия литератур ИРЛИ.
В 1945—1946 работал в Болгарии (интерес к ней унаследовал от отца), избран член-корреспондентом Болгарской АН (1946), затем, в 1946—1951 — и. о. профессора кафедры зарубежных литератур филфака ЛГУ.
До войны учёной степени не имел. После войны учёный совет ИРЛИ дважды представлял Державина к присвоению степени доктора филологических наук без защиты диссертации, по совокупности научных трудов. Однако несмотря на положительные отзывы В. М. Жирмунского, Б. Г. Реизова, В. П. Адриановой-Перетц, А. А. Смирнова и ходатайство института в Президиум АН, ВАК его не утвердил.
Печатался с 1919, автор монографии «Шекспир» (Харьков, 1926). Написал предисловие к изданию «Божественной комедии» Данте, перевод Михаила Лозинского. Автор многих других исследований по западноевропейской (испанской и французской), русской и болгарской литературам, а также по театру этих народов (в частности, «Сервантес. Жизнь и творчество», «Театр Французской революции», «Вольтер», «Болгарский театр» и мн. др.).
Много сотрудничал с кино. Автор книги о немецком актёре экспрессионистского кино Конраде Фейдте («Конрад Вейдт», Л., 1926). Режиссёр двух фильмов:
- 1923 «Торговый Дом „Антанта и К“»
- 1924 «Самый юный пионер»

Работал в системе кинематографии до середины 30-х годов как сценарист и консультант.
В 1920-е-1930-е был связан с поздним кругом Михаила Кузмина, режиссировал пьесы Шекспира в его переводах, известны письма Кузмина к Державину и упоминания в его дневниках.
Перевёл с испанского такие произведения, как плутовская повесть «Ласарильо с Тормеса» и плутовской роман Франсиско де Кеведо «История жизни пройдохи по имени дон Паблос».
Скончался 2 ноября 1956 года в 53-летнем возрасте, пережив своего отца на 3,5 года. Похоронен на Литераторских мостках на Волковском кладбище Санкт-Петербурга.

## Сочинения
- О трагическом. Пг., 1922;
- Кино и его перспективы // Театр. 1923. № 6;
- Взятие Зимнего дворца в 1920 г. // Жизнь искусства. 1924. № 45;
- Шекспир. Харьков, 1926;
- Джеки Куган и дети в кино. Л., 1926;
- Конрад Вейдт. Л., 1926;
- Японский театр «Кабуки» // Жизнь искусства. 1928. № 30;
- Испано-американская лит-ра // Лит. энц.: В 11 т. Т. 4. М ., 1930;
- Ласарильо с Тормеса и его беды и несчастья / Пер. с исп., вступ. ст. Academia, М.-Л., 1931 (2 изд. — Гослитиздат, 1955);
- Державин К. Н. Книга о Камерном театре: 1914 – 1934. — Л:: Художественная литература, 1934. — 240 с.
- Державин К. Н. Театр Французской Революции (1789–1799). — М., 1932.
- Февраль и Октябрь в театре // Сто лет: Александринский театр - Театр госдрамы. Л., 1932;
- Эпохи Александринской сцены. Л., 1932;
- Б. А. Горин-Горяинов // Рабочий и театр. 1933. № 13; Тургенев на Александринской сцене // Там же. № 26; Драматургия М. Горького на русской сцене // Горький и театр. Л., 1933;
- Сервантес и «Дон Кихот». Л., 1933 (1934);
- Книга о Камерном театре. Л., 1934;
- Творч. путь Камерного театра // Правда. 1935. 2 янв.;
- Встреча с Барбюсом // Рабочий и театр. 1935. № 18;
- Мичурина-Самойлова. Л., 1936;
- Гамлет // Шекспир В. Гамлет. Л.-М., 1937;
- Е. П. Корчагина-Александровская. Л.-М., 1937;
- Жизнь и тв-во Марка Твена // О похождениях Тома Сойера. Л., 1937;
- Гербстман А. Театр Бальзака / Предисл. К. Державина. Л.-М., 1938;
- Дидро Д. Парадокс об актере / Пер. К. Державина. М.-Л., 1938;
- Викторьен Сарду и его драма «Фландрия». Л., 1940;
- Комедия А. Н. Островского «Лес» // «Лес». К постановке в Акад. театре им. А. Пушкина. Л., 1940;
- Антоний и Клеопатра / Вст. ст. К. Державина. Л.-М., 1940;
- «Дон Кихот» Сервантеса // Культура Испании. М., 1940;
- Хуан Луис де Алакрон и комедия характеров // Аларкон. Сомнительная правда. Л.-М., 1941;
- Под игом фашизма. М.-Л., 1941;
- Вольтер и балет // За сов. искусство. 1945. № 1, 2; Вольтер. М.-Л., 1946;
- Сердце не камень. Л., 1946;
- Словяне в древности. Л., 1946;
- В. А. Мичурина-Самойлова. М.-Л., 1948;
- «Дон Кихот» в русской драматургии // Сервантес. Ст. и мат-лы. Л., 1948;
- Фр. Де Каведо. История пройдохи по имени дон Паблос / Пер. К. Державина. М.-Л., 1950;
- Болгарский театр: Очерки истории. М.-Л., 1950;
- А. Н. Островский. М.-Л., 1950;
- Иван Вазов. 1850– 1921. М .-Л., 1951;
- Хендрих Ибсен // Ибсен Г. Избр. соч. М.-Л., 1951;
- Драматургия Лопе де Вега // Лопе де Вега. Избр. драматич. произв.: В 2 т. Т. 1. М., 1954;
- Державин К.Н. Сервантес. — М., 1958.
- А. Н. Островский // Русские драматурги. Т. 3. Л .-М., 1962;
- Христо Ботев. М., 1962;
- Драматургия Лопе де Вега // Лопе де Вега. Избр. драм. произв.: В 2 т. Т. 1. М., 1994.